# Psychoda rhinocera
Psychoda rhinocera är en tvåvingeart som beskrevs av Quate 1967. Psychoda rhinocera ingår i släktet Psychoda och familjen fjärilsmyggor. Inga underarter finns listade i Catalogue of Life.